# NGC 2560
NGC 2560 (другие обозначения — UGC 4337, MCG 4-20-27, ZWG 119.58, PGC 23367) — линзовидная галактика в созвездии Рака. Открыта Генрихом Луи Д’Арре в 1862 году.
Этот объект входит в число перечисленных в оригинальной редакции «Нового общего каталога».
Галактика NGC 2560 входит в состав группы галактик NGC 2563, удалённой на 68 мегапарсек. Помимо NGC 2560 в группу также входят ещё 13 галактик. Она удалена от центральной галактики скопления — NGC 2563 — не менее чем на 218 килопарсек. В галактике наблюдается рентгеновское излучение, причём максимум рентгеновского излучения смещён относительно максимума в оптическом диапазоне — возможно, в галактике содержится ультраяркий рентгеновский источник.